# IC 2062
IC 2062 је појединачна звијезда у сазвјежђу Жирафа која се налази на листи објеката дубоког неба у Индекс каталогу.
Деклинација објекта је + 71° 55' 11" а ректасцензија 4h 32m 2,1s.